# Ойык (Туркестанская область)
Ойык (каз. Ойық) — село в Сауранском районе Туркестанской области Казахстана. Входит в состав Новоиканского сельского округа. Код КАТО — 512637200.

## Население
В 1999 году население села составляло 352 человека (171 мужчина и 181 женщина). По данным переписи 2009 года, в селе проживало 210 человек (99 мужчин и 111 женщин).

## Известные люди
- Бахадурбек Байтасов (1921—1996) — генерал-майор[3].